# Università di Peshawar
L'Università di Peshawar (in inglese: University of Peshawar, in urdu: جامعہ پنجاب) è un istituto universitario pakistano che ha sede nella città di Peshawar, in Pakistan, fondato nel 1950.
L'università è stata fondata nel 1950 e offre formazioni per le lauree triennali e magistrali, post laurea e dottorato. Con circa 14.000 studenti iscritti, ha sei facoltà accademiche comprendenti quaranta dipartimenti post laurea e due "centri di eccellenza". L'università è nota per la sua ricerca nelle scienze sociali, mediche e naturali, con otto centri di ricerca situati all'interno della sede principale. L'Università è distribuita su un'area di 1.045 acri (4 km2) come campus residenziale, ed è per fondazione la prima università pubblica nella provincia del Khyber Pakhtunkhwa.